# Амбар са котобањом у Буђановцима
Амбар са котобањом у Буђановцима, општина Рума, налази се у улици Небојше Јерковића бр. 11. Изграђен је 1897. године, о чему сведочи година урезана на гредицама забата. Амбар је градио мајстор Павле Бран за потребе власника Живана Перушића и његове синове, Митра и Недељка. Као заштићено непокретно културно добро има статус споменика културе од великог значаја.

## Изглед
Амбар и котобања представљају комплекс сачињен од заједно постављених објеката за смештај кукуруза и жита. Комплекс је изграђен од дрвета, без трема, са шупом која се налази између, из које се улази у подрум под амбаром. Усправни стубови који се налазе са чеоне стране амбара изрезбарени су са мотивима грожђа, лозе, жира итд. Чеона страна је била полихромна, о чему сведоче црвена и плава боја, видљиве у траговима.
Чеони забат је богато декорисан са профилисаним летвама и поделом на поља са украсима геометријског орнамента. На врху забата, под опшивеном стрехом, налази се симбол сунца, односно круг из кога се шире зраци.
Амбар и котобања представљају варијанту која је претходила каснијем, развијеном типу којег карактерише подужни трем.
Комплекс је темељно страдао у пожару.